# Burg Wilnsdorf
Die Burg Wilnsdorf ist eine abgegangene Hangburg auf 372 m ü. NHN im Ortsbereich von Wilnsdorf im heutigen Kreis Siegen-Wittgenstein in Nordrhein-Westfalen.

## Geschichte
Die Burg gehörte den 1185 mit dem Ort erstmals erwähnten Herren von Wilnsdorf und war so angelegt, dass man von ihr das gesamte obere Heckenbachtal überblicken konnte. In der ersten Hälfte des Jahres 1233 ließ Konrad von Marburg die Burg und den Ort Wilnsdorf im Ketzergericht wegen Inquisitionsvergehen komplett zerstören. In der evangelischen Kirche, die auf den Grundmauern der Burgterrasse errichtet wurde, weist die Zeichnung eines Ortes mit einem zerstörten Burgturm und der Jahreszahl 1233 auf die Zerstörung Wilnsdorfs hin. Nach Grundrissen aus dem 18. Jahrhundert könnte eine kleine Kirche bereits vor dem Brand bestanden haben.
Vermessungen um die heutige Kirche und die lange noch sichtbaren Burggräben lassen auf ein Burggelände von knapp 1,2 Hektar schließen. Der Bergfried hatte einen Durchmesser von 7,65 m. In den Jahren 1968 und 1969 wurden neben der evangelischen Kirche, die seit 1913 auf dem Grund der ehemaligen Burg steht, Ausgrabungen unter Beteiligung der Gemeinde Wilnsdorf und der evangelischen Kirchengemeinde durchgeführt. Dabei wurden Hinweise auf die Geschichte der Burg gefunden. Neben der Burgstraße und der Kolbestraße erinnert die Flurbezeichnung Im Graben an die einstige Ausdehnung der Burg. Bis in die 1950er Jahre waren noch Teile des Burggrabens zu erkennen. 1865 waren noch Mauerreste sichtbar, die 90 Jahre später verschwunden waren. Heute sind nur noch hinter dem Haus Mainzer Straße 14, ehemals Mainzer Straße 5, Burggrabenreste vorhanden.